# Kostel svatého Petra a Pavla (Istanbul)
Kostel svatého Petra a Pavla (turecky: Sen Pier ve Sen Paul Kilisesi, italsky: Chiesa dei Santi Pietro e Paolo a Galata) je římskokatolický kostel nacházející se v městské části Beyoğlu v Istanbulu v Turecku. Tento kostel vlastní ikonu Panny typu Hodegetria, která původně pochází z dominikánského kostela ve městě Feodosija na Krymu. Dnešní budova byla rekonstruována bratry Fossatiovými v letech 1841 až 1843.